# Stolberger Altstadt

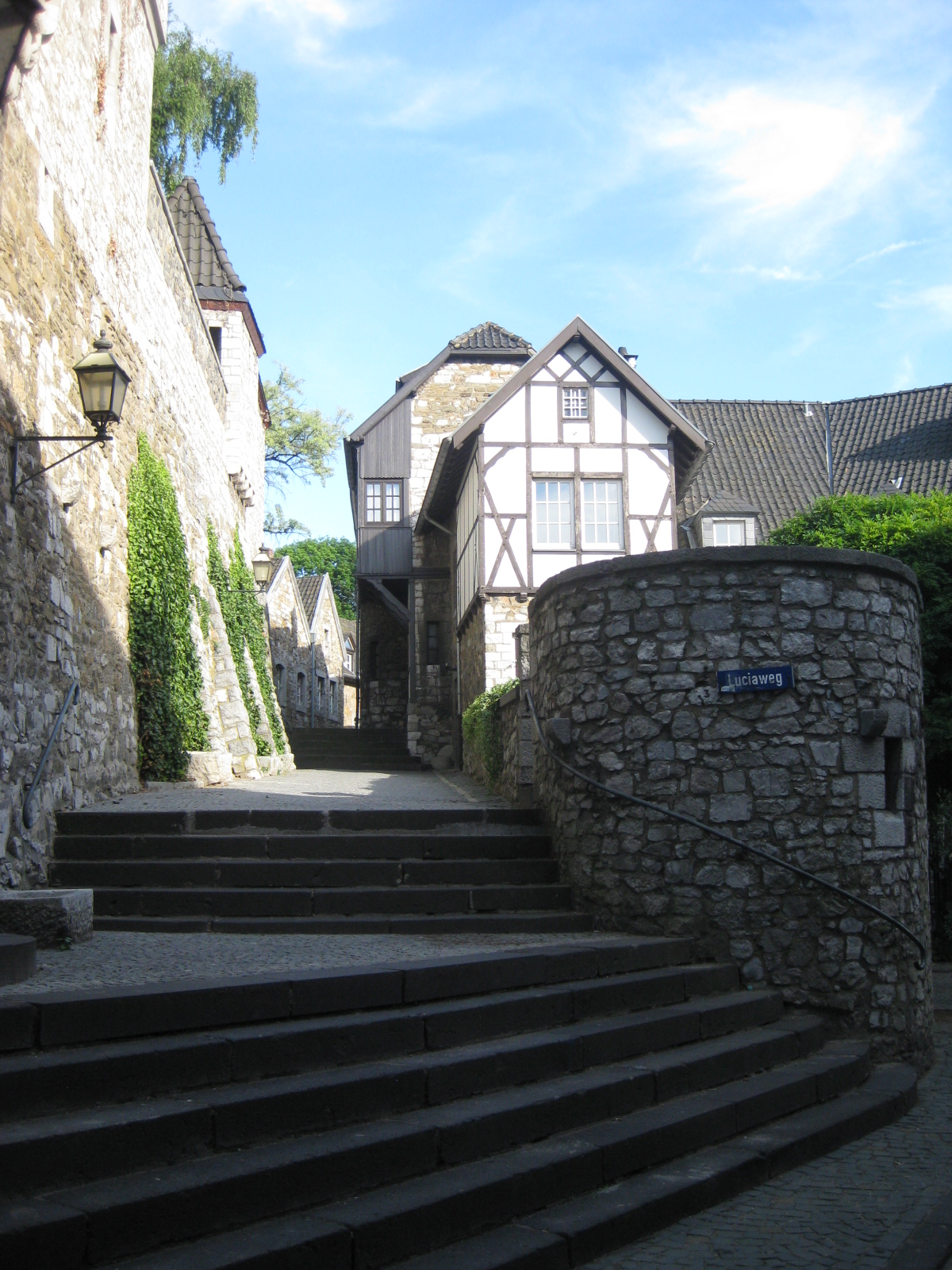
Altstadt am Fuße der Burg

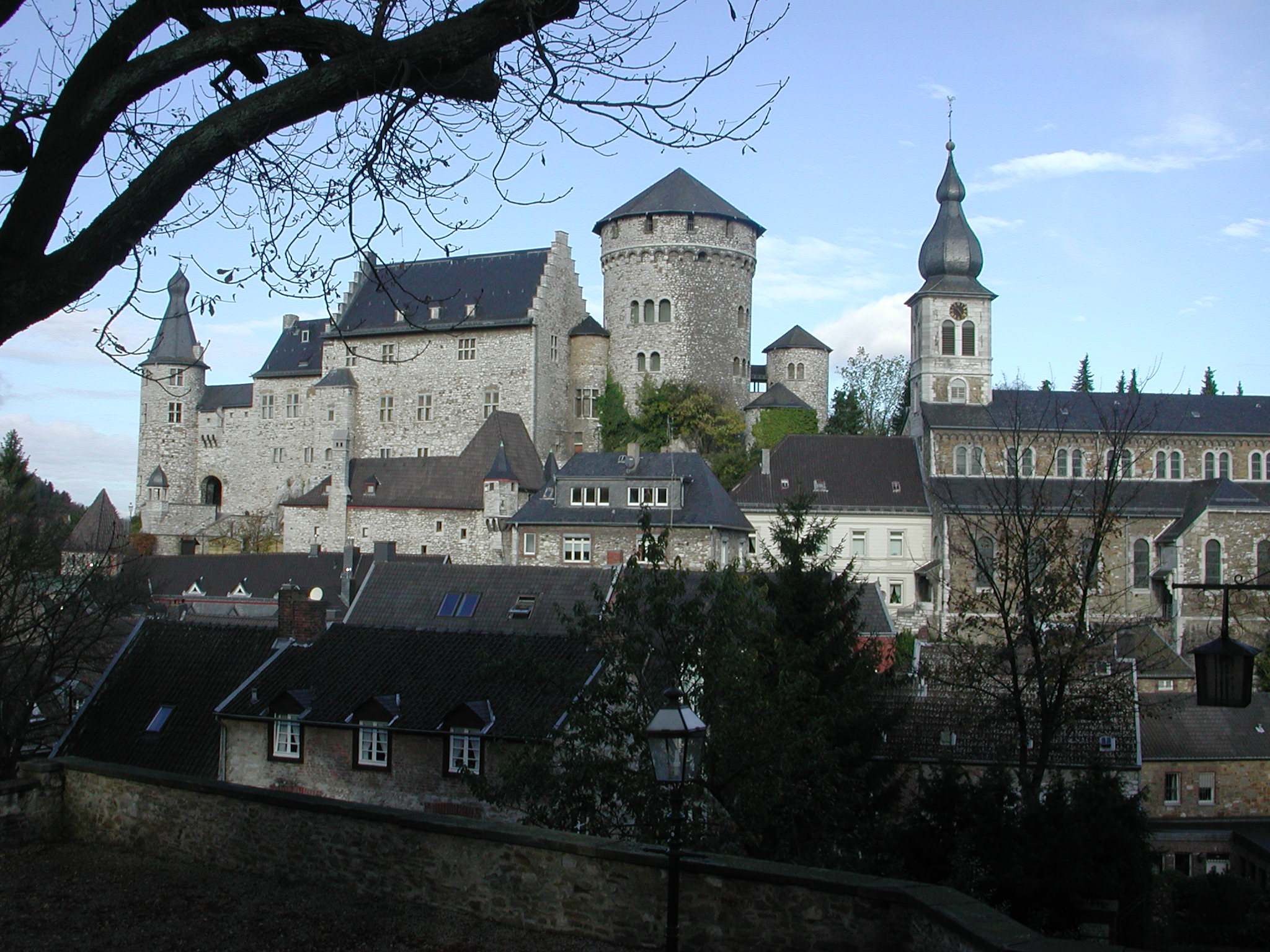
Gesamtansicht der Burg

Die Stolberger Altstadt ist einer der historischen Ortskerne von Nordrhein-Westfalen und Teil von Oberstolberg in der Kupferstadt Stolberg in der Städteregion Aachen.
Die Altstadt reicht bis zu den Ursprüngen der Stadt zurück und bildet damit zusammen mit der Burg Stolberg den historischen Stadtkern Stolbergs. Die ältesten Straßen und Gassen befinden sich in der Nähe der Burg. Mehrere Fachwerkhäuser im spätgotischen Stil sind erhalten, es dominieren historische Bruchsteinhäuser aus Dolomitkalk, deren Fenster- und Türeinfassungen, Eckquader und sonstige tragende und schmückende Elemente aus Blaustein sind. Über hundert Gebäude stehen unter Denkmalschutz, und zahlreiche Skulpturen befinden sich dort. Hier liegen außerdem die ältesten Kupferhöfe Stolbergs.
Die Burg steht auf einem Felsen aus Kalk. Sie stammt aus dem 15. Jahrhundert, ein Vorgängerbau datierte ins 12. Jahrhundert.

## Älteste Häuser der Stadt
In der Klatterstraße steht Oberstolbergs ältestes Haus aus dem Jahre 1529. Es handelt sich um ein kleines Fachwerkhaus. Das älteste Steinhaus ist die Adler-Apotheke, die 1575 als erster Kupferhof von dem Kupfermeister Leonhard Schleicher erbaut wurde. Die Arnoldsmühle in der Klatterstraße geht zurück auf die Zwangs- und Bannmühle der Stolberger Unterherrschaft des 16. Jahrhunderts.

## Kirchen
Die katholische Kirche St. Lucia ist die älteste Kirche Oberstolbergs. Sie geht auf die Burgkapelle zurück, die im 15. oder 16. Jahrhundert in der Vorburg der Burg Stolberg errichtet wurde. Damals war sie primär der Heiligen Dreifaltigkeit geweiht, die später in den Hintergrund trat. Die lutherische Vogelsangkirche aus dem Jahre 1647 ist die älteste noch stehende evangelische Kirche im ehemaligen Herzogtum Jülich. Der Turm der calvinistischen Kirche auf dem Finkenberg entstand 1688, das Kirchenschiff ist ein jüngerer Anbau von 1725.
Gegenüber der Vogelsangkirche liegt der Pley, ein kleines Plätzchen, weiter abwärts der Alte Markt, von dem ein Aufstieg zur Torburg der Burg und zur Kirche St. Lucia führt.

## Sanierung im 20. Jahrhundert
Die Altstadt wurde in den 1970er und 1980er Jahren mit Unterstützung des Landes Nordrhein-Westfalen saniert.
Gemäß einem Ratsbeschluss sollte in den 1960er Jahren die Burgstraße autogerecht vierspurig ausgebaut und zu diesem Zweck die Bebauung rechtsseitig niedergelegt werden, wie es auch mit einigen Wohnhäusern und Kupferhöfen geschah. Aus Geldmangel wurde das Projekt nicht zu Ende gebracht.

## Verkehrsanbindung
Siehe hierzu die Verkehrsanbindungen von Oberstolberg.